# Rémi Thirion
Rémi Thirion (Saint-Dié-des-Vosges, 23 de abril de 1990) es un deportista francés que compitió en ciclismo de montaña en la disciplina de descenso.
Ganó una medalla de bronce en el Campeonato Mundial de Ciclismo de Montaña de 2020 y una medalla de bronce en el Campeonato Europeo de Ciclismo de Montaña de 2009.

## Medallero internacional
| Campeonato Mundial | Campeonato Mundial        | Campeonato Mundial | Campeonato Mundial |
| Año                | Lugar                     | Medalla            | Competición        |
| ------------------ | ------------------------- | ------------------ | ------------------ |
| 2020               | Leogang (Austria)         | Medalla de bronce  | Descenso           |
| Campeonato Europeo |                           |                    |                    |
| Año                | Lugar                     | Medalla            | Competición        |
| 2009               | Kranjska Gora (Eslovenia) | Medalla de bronce  | Descenso           |